# Robert Bleichsteiner
Robert Bleichsteiner (* 6. Jänner 1891 in Wien, Österreich-Ungarn; † 10. April 1954 ebenda) war ein österreichischer Ethnologe, Orientalist und Kaukasiologe. Er war von 1945 bis 1953 Direktor des Museums für Völkerkunde in Wien.

## Leben
Bleichsteiner besuchte von 1901 bis 1909 das Realgymnasium in Wien-Mariahilf, dem Bezirk, aus dem er auch stammte und in dem er aufgewachsen ist. Danach studierte er an der Universität Wien Geschichte, Geographie, Völkerkunde und orientalische Sprachen. 1914 erwarb er mit der Dissertation Die Götter und Dämonen der Zoroastrier in Firdusis Heldenbuch von Iran (aus dem Schāhnāme) das Doktorat in iranischer und indischer Philologie. Er wurde Bibliothekar des Forschungsinstituts für Osten und Orient (FIOO), in dem er 1917 ordentliches Mitglied wurde. Vom Wehrdienst im Ersten Weltkrieg wurde er ausgemustert. Im Kriegsgefangenenlager Eger führte er sprachwissenschaftliche und völkerkundliche Untersuchungen an kaukasischen Kriegsgefangenen durch. Die zusammengetragenen volkstümlichen Texte (Märchen, Erzählungen, Sprichwörter u. ä.) wertete er für seine Arbeit Kaukasische Forschungen. Georgische und mingrelische Texte aus, mit der er 1922 an der Universität Wien habilitierte. Anschließend lehrte er als Privatdozent für kaukasische Sprachen und Völkerkunde, ab 1935 trug er den Titel außerordentlicher Professor.
Bereits 1921 arbeitete er als Volontär in der ethnographischen Abteilung des Naturhistorischen Museums, aus dem 1928 das Wiener Museum für Völkerkunde hervorging. Er wurde 1926 wissenschaftlicher Beamter und betreute das Referat Asien. Nach dem Zweiten Weltkrieg wurde er Juni 1945 Direktor des Museums.
Seit 1939 war er kinderlos verheiratet mit Alice Lenk, geb. Kratzenstein (* 24. Januar 1890 in Magdeburg; † 3. Februar 1981 in Purkersdorf).
Nach seinem Tode wurde Bleichsteiner auf dem Stadlauer Friedhof beigesetzt. 1957 wurde die Bleichsteinerstraße in Wien-Favoriten nach ihm benannt.

## Bedeutung
Bleichsteiner beschäftigte sich als Wissenschaftler sowohl mit der Völkerkunde Mittelasiens, Sibiriens und des Kaukasus wie auch mit den Sprachen dieses Raums sowie mit dem Buddhismus. Zu seinen Hauptinteressengebieten gehörten Religionsgeschichte und Mythologie sowie Märchenforschung. Der Schwerpunkt seiner Arbeit war Georgien und die georgische Sprache. Bleichsteiner übersetzte auch georgische Literatur ins Deutsche.

## Schriften
- Iranische Entsprechungen zu Frau Holle und Baba Jaga. In: Mitra – Monatsschrift für vergleichende Mythenforschung. Erster Jahrgang. Wien 1914, S. 65–71
- Bericht über meinen Aufenthalt im k.u.k. Kriegsgefangenenlager Eger (15. Mai bis 25. Juni 1917). In: Berichte des Forschungsinstituts für Osten und Orient. Bd. 1. Wien 1917, S. 81–86
- Kaukasische Forschungen im k.u.k. Kriegsgefangenenlager Eger. In: Berichte des Forschungsinstituts für Osten und Orient. Bd. 1. Wien 1917, S. 86–103
- Die Alanen. In: Berichte des Forschungsinstituts für Osten und Orient. Bd. 2. Wien 1918, S. 4–16
- Eine georgische Ballade von Amiran. In: Berichte des Forschungsinstituts für Osten und Orient. Bd. 2. Wien 1918, S. 148–172
- Überblick über kaukasische Völker und Sprachen. In: Berichte des Forschungsinstituts für Osten und Orient. Bd. 2. Wien 1918, S. 66–85
- Kaukasische Forschungen 1. Teil. Georgische und Mingrelische Texte. Wien 1919
- Zum Protochattischen. In: Berichte des Forschungsinstitutes für Osten und Orient. Bd. 3. Wien 1923, S. 102–106
- Alabi, ein georgisches Längenmaß. In: Mitteilungen der Anthropologischen Gesellschaft in Wien. Bd. 54. Sitzungsberichte 9–10. Wien 1924
- Die Subaräer des Alten Orients im Lichte der Japhetitenforschung – Festschrift P.M. Schmidt. Wien 1928
- Die gelbe Kirche. Mysterien der buddhistischen Klöster in Indien, Tibet, Mongolei und China. Belf, Wien 1936
- Die kaukasische Sprachgruppe. In: Anthropos 32. St. Gabriel, Mödling 1937
- Daniel Conkhadze: Die Burg von Surami. Siebenberg-Verlag, Wien 1940 (Übersetzung: Robert Bleichsteiner)
- Der Mann im Pantherfell. In Asien-Berichte. Heft 5. Wien 1940, S. 16–24.
- Wörterbuch der heutigen mongolische Sprache. Mit kurzem Abriß der Grammatik und ausgewählten Sprachproben. Siebenberg-Verlag, Wien 1941 (mit Walther Heissig)
- Heldenlieder der Daghestanvölker. In: Asien-Berichte. Heft 13/14. Wien 1942, S. 9–22
- Der Entdecker der Beringstrasse. In: Die Brücke. Bd. 1. Heft 12. Wien 1946, S. 14–19
- Der grosse georgische Dichter Nikolos Barataschwili. In: Die Brücke. Bd. 1. Heft 6/7. Wien 1946, S. 56–59
- Neue georgische Dichter. Amandus-Edition, Wien 1947
- Die Literatur Georgiens. In: Die Brücke. Bd. 3. Heft 10/11. Wien 1948, S. 69–71
- Die Völker der Sowjetunion – Eine Übersicht. In: Die Brücke. Bd. 3. Heft 1. Wien 1948, S. 5–10
- Das Volk der Georgier. Mit anschließender Übersetzung von "Herbstmorgen in Kachetien" von Simon Tschikowani. In: Die Brücke. Bd. 4. Heft 9. Wien 1949, S. 13–16
- Filme des Sowjet-Ostens. In: Die Brücke. Bd. 4. Heft 4. Wien 1949, S. 47–52
- Georgien gestern und heute. Eine Fahrt hinter den Kaukasus. Globus-Verlag, Wien 1950
- Vier Tage Sowjetasien. In: Die Brücke. Bd. 5. Heft 5. Wien 1950, S. 9–11
- Perchtengestalten in Mittelasien. In: Archiv für Völkerkunde. Bd. 8. Wien 1953, S. 58–75
- Die Blatterngottheiten und die Hl. Barbara im Volksglauben der Georgier. In: Leopold Schmidt (Hrsg.): Kultur und Volk. Beiträge zur Volkskunde aus Österreich, Bayern und der Schweiz. Festschrift für Gustav Gugitz zum 80. Geburtstag (= Veröffentlichungen des Österreichischen Museums für Volkskunde. Band 5). Selbstverlag des Österreichischen Museums für Volkskunde, Wien 1954, S. 63–83.
- Hugo Adolf Bernatzik (Hrsg.): Die neue große Völkerkunde. Völker und Kulturen der Erde in Wort und Bild Bd. 2 Asien. Australien. Herkul, Frankfurt am Main 1954
- Hufschläge am Himmel. Regensburg 1990